# Futur Drei
Futuro tres (título original en alemán: Futur Drei) es una película dramática alemana, dirigida por Faraz Shariat y estrenada en 2020.

## Sinopsis
La película está protagonizada por Benjamin Radjaipour como Parvis, un joven homosexual de ascendencia iraní que vive en Alemania, pero inmaduro y confiado, que comete una infracción penal menor y es condenado a realizar un servicio comunitario en un centro de detención de refugiados, donde se enamora de un nuevo inmigrante, Amon (Eidin Jalali).

## Estreno
La película se estrenó en el Festival de Cine de Berlín de 2020, donde ganó el premio Teddy a la mejor película de temática LGBTQ. En el 2020 Inside Out Film and Video Festival fue nombrada ganador del premio a Mejor Primer Largometraje.